# Aethalium

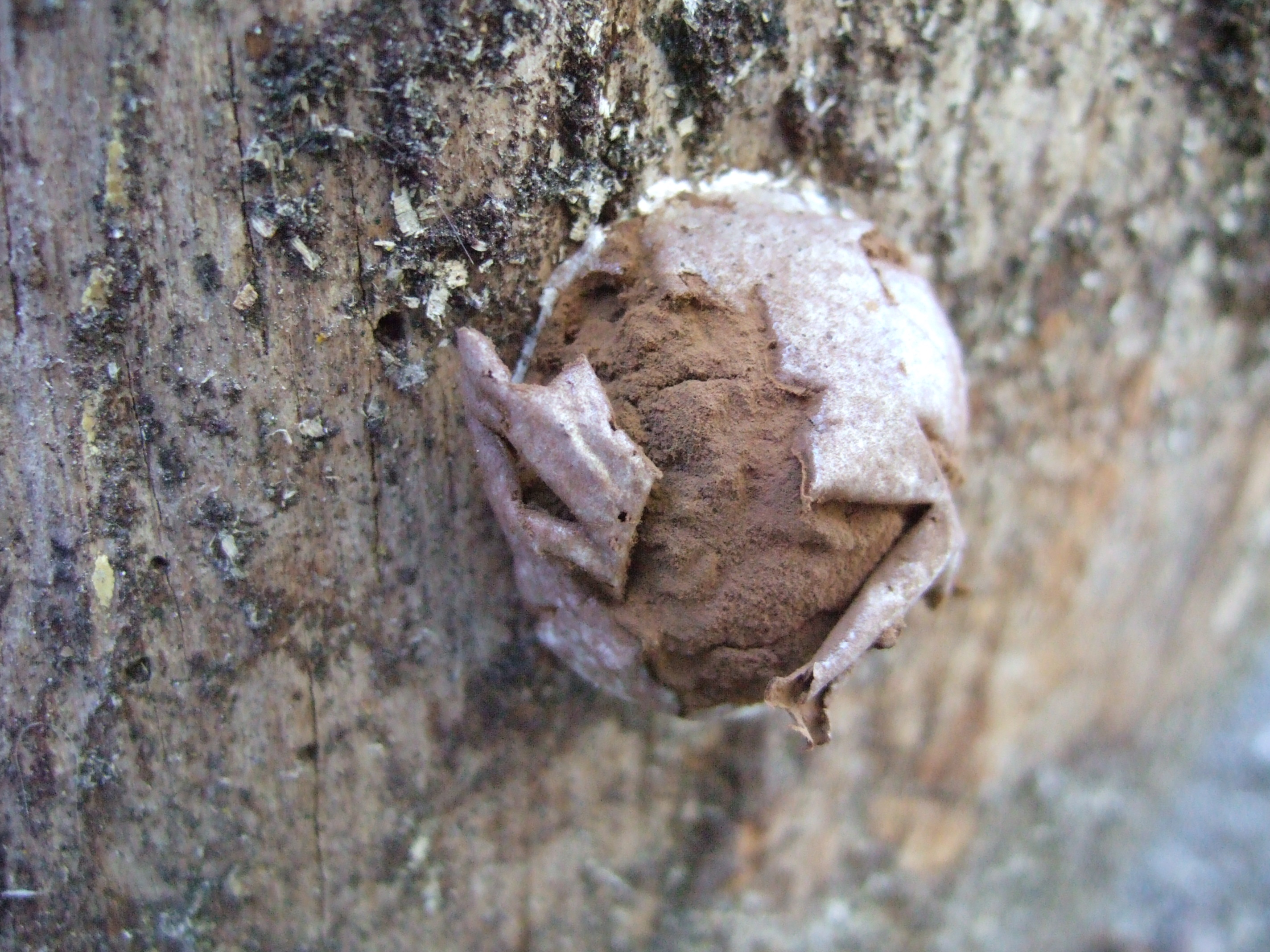
Enteridium lycoperdon, Sporen freisetzendes Aethalium

Als Aethalium bezeichnet man eine Form des Fruchtkörpers von Schleimpilzen. Bei ihr sammelt sich das Plasmodium und bildet einen einzigen oder einige wenige kugel- bis polsterförmige Fruchtkörper, die durch eine häutige bis derbe Außenhaut, den Cortex, geschützt werden. Die sporentragenden Strukturen in ihrem Inneren sind kaum gegeneinander abgegrenzt. Evolutionär sind sie das Ergebnis einer Verschmelzung von Sporangien, was sich anhand gelegentlicher Relikte von Peridien noch erkennen lässt.
Nicht zu verwechseln ist das Aethalium mit dem Pseudoaethalium. Dieses erscheint zwar auf den ersten Blick ebenfalls als kissenförmige Struktur. In seinem Inneren lässt sich jedoch erkennen, dass es sich um äußerst eng stehende einzelne Sporangien handelt, die durch einzelne Peridien deutlich gegeneinander abgegrenzt sind.
Aethalien sind oft sehr große Strukturen, das größte bekannte Exemplar wurde auf Sägemehl in Schweden gefunden und maß 70 × 54 Zentimeter. Zu ihren Vertretern gehören auffällige Arten wie der Blutmilchpilz oder die Gelbe Lohblüte.

## Nachweise
1. 1 2 3  Heinrich Dörfelt, Gottfried Jetschke (Hrsg.): Wörterbuch der Mycologie. 2. Auflage. Spektrum Akademischer Verlag, Heidelberg/Berlin 2001, ISBN 3-8274-0920-9, S. 246.
2. 1 2  Wolfgang Nowotny: Myxomyceten (Schleimpilze) und Mycetozoa (Pilztiere) - Lebensformen zwischen Tier und Pflanze. In: Wolfgang Nowotny (Hrsg.): Wolfsblut und Lohblüte. Lebensformen zwischen Tier und Pflanze = Myxomycetes (= Stapfia. Band 73). Linz 2000, ISBN 3-85474-056-5, S. 18–19 (deutsch, englisch, französisch, spanisch). zobodat.at [PDF]
3. ↑  John J. Lee: An Annotated Glossary of Protozoological Terms. In: John J. Lee, G. F. Leedale, P. Bradbury (Hrsg.): An Illustrated Guide to the Protozoa. Band 2. Allen, Lawrence 2000, ISBN 1-891276-23-9, S. 1364 (englisch).